# Durian Bubur
Durian Bubur is een bestuurslaag in het regentschap Seluma van de provincie Bengkulu, Indonesië. Durian Bubur telt 845 inwoners (volkstelling 2010).